# Juan Barahona Zapata del Águila
Juan Barahona Zapata del Águila (outubro de 1578 – 19 de novembro de 1632) foi um prelado católico que serviu como bispo da Nicarágua (1631–1632).

## Biografia
Juan Barahona Zapata del Águila nasceu em Madrid, Espanha. No dia 3 de dezembro de 1631, foi nomeado bispo da Nicarágua durante o papado do Papa Urbano VIII. A 28 de outubro de 1632, foi consagrado bispo em Madrid, por Gregorio Pedrosa Cásares, Bispo de León, com Juan Bravo Lagunas, Bispo Emérito de Ugento, e Cristóforo Chrisostome Carletti, Bispo de Termia, servindo como co-consagradores. Serviu como Bispo da Nicarágua até à sua morte a 19 de novembro de 1632. Enquanto bispo, foi o principal co-consagrador de Alfonso de Franco y Luna, bispo de Durango (1632).